# Sarikei (district)
Sarikei is een district in de Maleisische deelstaat Sarawak.
Het district telt 58.000 inwoners.